# Petr Švehla
Petr Švehla (Hodonín, 1º aprile 1972) è un ex lottatore cecoslovacco, dal 1992 con doppia cittadinanza ceca e slovacca, specializzato nella lotta greco-romana.

## Biografia
Ha rappresentato la nazionale di lotta ceca nel 1994 e dal 1996 al 2009, difendendone i colori a due edizioni dei Giochi olimpici estivi: Sydney 2000 e Atene 2004. Ha vinto una medaglia di bronzo iridata ai mondiali di Budapest 2005 nella categoria dei 60 chilogrammi. Si è laureato campione continentale agli europei di Istanbul 2001, vincendo il torneo dei 58 chilogrammi. Negli anni 1995 e 1996 ha gareggiato per la nazionale slovacca.

## Palmarès
- Mondiali

Budapest 2005: bronzo nei 66 kg;
- Europei

Istanbul 2001: oro nei 58 kg;
Haparanda 2004: bronzo nei 55 kg.